# الکساندرو بولیگان
الکساندرو بولیگان (انگلیسی: Alexandru Buligan؛ زادهٔ ۲۲ april ۱۹۶۰ (۶۴ سال)) ورزشکار هندبال اهل رومانی است.
وی در مسابقات کشوری و بین‌المللی در مجموع برندهٔ ۲ مدال برنز شده‌است.